# Isidoro Errázuriz

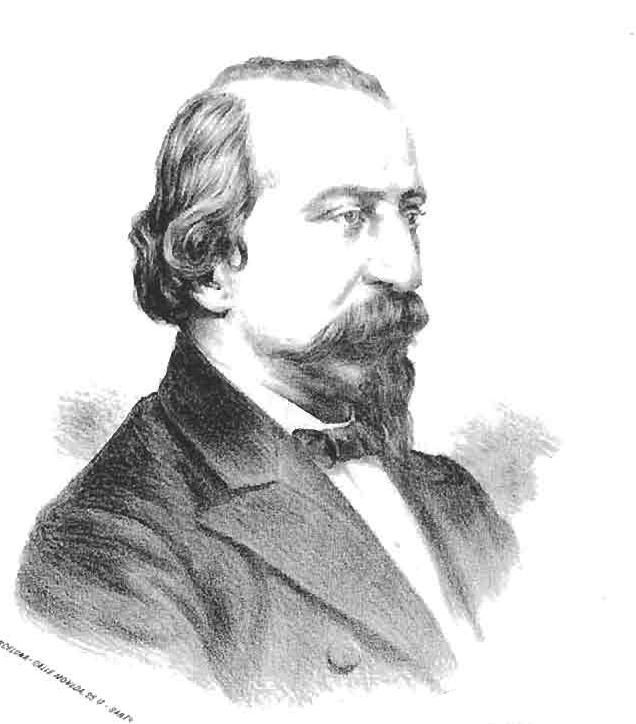
Isidoro Errázuriz

Isidoro Errázuriz Errázuriz (* 12. April 1835 in Santiago de Chile; † 12. März 1898 in Rio de Janeiro) war ein chilenischer Politiker und Diplomat.

## Leben und Werk

### Jugend und Studien
Als Sohn des Minen- und Gutsbesitzers Manuel Antonio Errázuriz und dessen Ehefrau Rosa Errázuriz Mayo erhielt er zunächst Privatunterricht und besuchte danach das Instituto National in Santiago de Chile. Anschließend studierte er am Jesuitenkolleg in Georgetown bei Washington, D.C. und erhielt die Graduierung eines Baccalaureus der philosophischen Fakultät. 1852 lernte er in Hamburg Deutsch und bezog im Jahr darauf die Universität Göttingen, um Rechtswissenschaften zu studieren. Er wurde bei der Burschenschaft Hannovera aktiv. Sein Studium schloss er 1856 mit der Promotion zum Dr. jur. ab.

### Beginn in Chile
Nach Santiago de Chile zurückgekehrt, ließ er sich als Rechtsanwalt nieder, schrieb für verschiedene Zeitungen und schloss sich der Oppositionsbewegung an. 1857 ging er erneut nach Deutschland, um dort die 18-jährige Virginia Höllman zu heiraten und mit ihr im folgenden Jahr nach Chile zurückzukehren; die Ehe blieb kinderlos. Für den 12. Dezember 1858 riefen fünf Liberale, darunter Errázuriz, zu einer Versammlung in einer Konzerthalle in Santiago de Chile auf. Dort sollten Vorstellungen zur Demokratisierung der Verfassung von 1833 entwickelt und beschlossen werden. Das Militär löste die Versammlung auf; über 150 Teilnehmer wurden festgenommen. Zeitungen, für die Errázuriz geschrieben hatte, wurden verboten. Ihn selbst verurteilte man zu einer sechsjährigen Verbannung (die in einigen Biografien erwähnte Verurteilung zum Tode und Begnadigung zur Verbannung ist wohl unrichtig).

### Weiteres politisches Wirken
Er zog nach Mendoza in Argentinien, war hier zeitweilig an einem argentinischen Gericht tätig und gründete die Konstitutionelle Zeitung. Nach zwei Jahren erfolgte seine Amnestierung. In Chile betätigte er sich weiterhin als Journalist. Insbesondere gründete er mit La Patria eine eigene Zeitung, die in Valparaíso herausgegeben wurde. Er wandte sich aber auch aktiv der Politik zu. Von 1867 bis 1884 war er fast ununterbrochen Abgeordneter im chilenischen Parlament oder Senator der Republik Chile. Im so genannten Salpeterkrieg (1879–1884) gegen Peru und Bolivien nahm er als Regierungsvertreter teil und erlebte einige Schlachten sowie den Einzug der siegreichen chilenischen Truppen in die peruanische Hauptstadt Lima. Zwischen den eigentlichen Kriegshandlungen übernahm er die Aufgabe eines Parlamentärs. Über seine Erlebnisse berichtete er in mehreren Fortsetzungen in chilenischen Zeitungen.
1886 war er als Staatskommissar in einem Gebiet der Zentralanden tätig, welches von dem Indianerstamm der Araukaner bewohnt wird. Über dieses Volk berichtete er in dem Buch Tres razas.
Ab 1887 war er für zwei Jahre in Paris, um im Auftrag der chilenischen Regierung die Einwanderung von Europäern nach Chile zu forcieren. Bei seiner Rückkehr wurde ihm das Amt des Justiz- und Bildungsministers übertragen. Im Bürgerkrieg von 1891 stand er auf der Seite der Aufständischen, die ein parlamentarisches Regierungssystem forderten. Nach dem Sieg der Revolutionäre erhielt Isidoro Errázuriz bei den oftmaligen Kabinettsumbildungen in den folgenden zwei Jahren fast jeweils ein Ressort, manchmal auch mehrere gleichzeitig. So war er zuerst Minister für Industrialisierung und öffentliche Arbeiten, danach Außenminister, Justizminister und wiederum Minister für Industrialisierung, darüber hinaus stellvertretender Kriegs- und Marineminister, Justizminister, Kultusminister und abermals Minister für Industrialisierung. Von 1893 bis 1896 war die Amtszeit als Kriegs- und Marineminister weniger hektisch. Von 1896 bis 1898 war er Botschafter der chilenischen Regierung in Brasilien, wo er 1898 in Rio de Janeiro an einer Gelbfieberinfektion starb.

## Veröffentlichungen
Isidoro Errázuriz schrieb etliche Abhandlungen staatsrechtlicher Art und darüber hinaus über zeitgeschichtliche Probleme in Chile, die er ganz überwiegend durch seine Tätigkeit als Regierungsbeauftragter bei seinen Reisen persönlich näher kennengelernt hatte. Einige dieser Werke veröffentlichte er zunächst – teilweise in Fortsetzung – in Zeitungen, die er selbst herausgab; eine Edition in Buchform erfolgte manchmal erst posthum. Manche seiner Ausarbeitungen wurde erstmals Jahre nach seinem Tode herausgebracht.
- Historia de la administratión Errázuris 1823–1871 („Geschichte der Verwaltung Errázuris 1823–1871“), Valparaiso: La Patria, 1877 (Nachdruck durch Directión general de prisiones, Santiago de Chile: 1935)
- Relación completa de la battalas de Chorrillos y Miraflores escrita en el teatro de la guerra por el corresponsal de „La Patria“ („Umfassender Bericht von den Schlachten bei Chorrillos und Miraflores, auf dem Kriegsschauplatz erstellt durch den Korrespondenten der Zeitung ‚La Patria’“), Valparaiso: 1881
- Hombres y cosas durante la guerra („Männer und Angelegenheiten des Krieges“), La Patria, Valparaiso: 1882
- La Iglesia y el Estado („Staat und Kirche“), herausgegeben zusammen mit José Manuel Balmaceda und Augusto Orrego Luco, Druckerei der Zeitung República, Santiago de Chile: 1884
- Tres razas („Drei Rassen“), Valparaiso: La Patria, 1887
- Tributo de admiracion á la memoria del ilustre hombre de letras, eminente diplomata y poeta chileno Dr. D. Izidoro Errázuriz („Lebensbeschreibung des chilenischen Wissenschaftlers, Politikers und Schriftstellers Izidoro Errázuriz“), Rio de Janeiro: Villela & Co., 1902
- Obras de Isidoro Errázuris: discursos parlamentarios („Parlamentsreden von Isidoro Errázuris“), Santiago de Chile: 1910
- Diario de don Isidoro Errázuris 1851–1856 („Tagebuch von Isidoro Errázuris 1851–1856“), Santiago de Chile: Nascimento; 1947

Außerdem schrieb Isidoro Errázuris einige Gedichte.